# Notizie degli scavi di antichità
Notizie degli scavi di antichità (abbreviato in NSA) è un periodico italiano dedicato all'archeologia. Esso fu fondato nel 1876 dall'archeologo e politico Felice Barnabei ed è edito dall'Accademia dei Lincei.